# Casal Rotondo

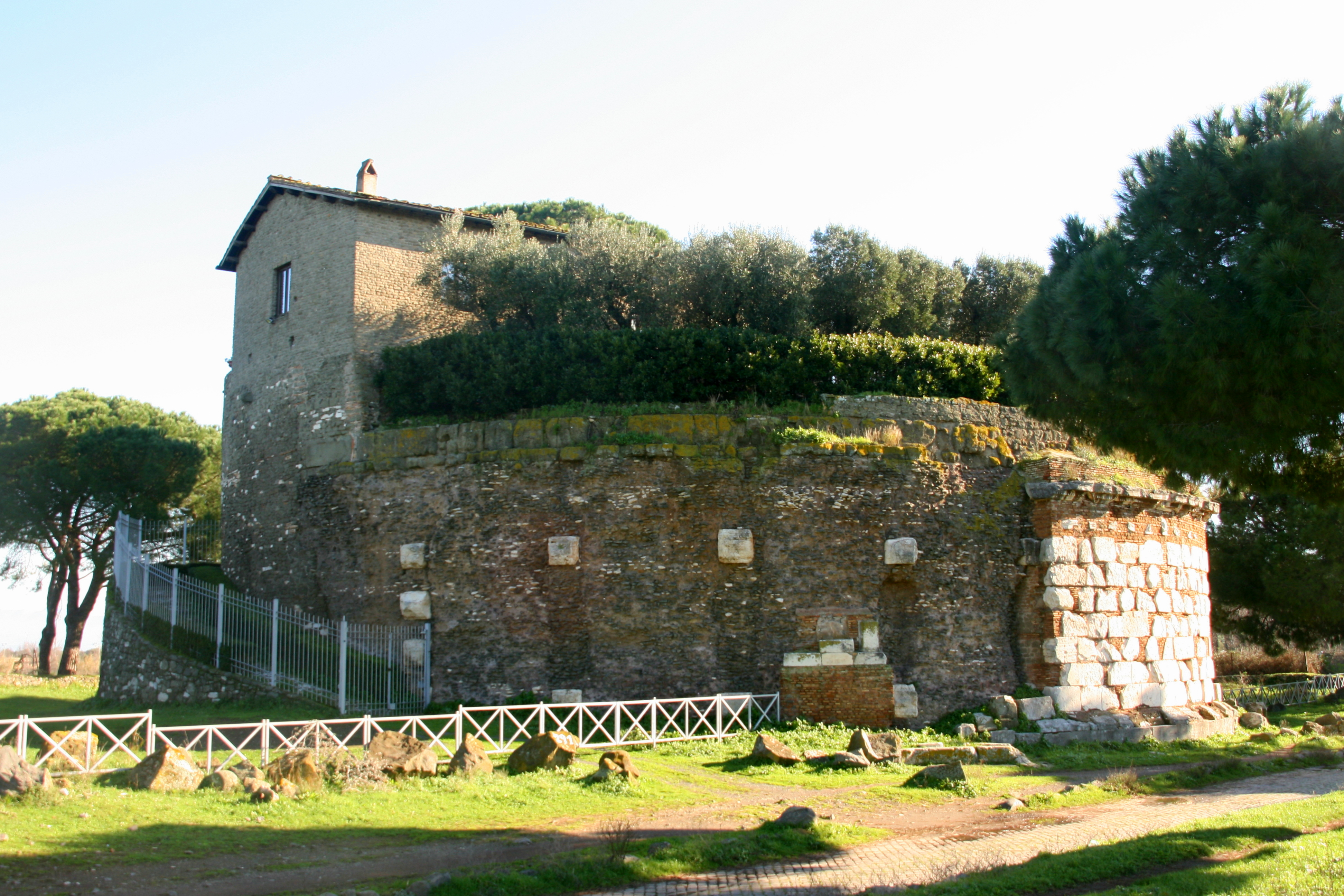
Casal Rotondo

Casal Rotondo é o maior túmulo da Via Ápia, a sudeste de Roma, Itália . Uma pequena casa de fazenda foi construída no topo.
A estrutura é encontrada aproximadamente na 6ª milha da antiga Via Ápia. O nome vem do facto de o túmulo ser redondo e porque uma casa de fazenda (casale) foi construída no topo na Idade Média, quando pertencia à família Savelli e fazia parte de um sistema de torres de vigia ao longo da Via Ápia. O mausoléu data de cerca de 30 a.C. É um grande edifício circular com 35 m de diâmetro, decorado com um friso e, originalmente, tinha uma cobertura cónica. A base oferecia lugares onde os viajantes podiam descansar ao abrigo do sol. Perto do mausoléu, o arqueólogo Luigi Canina (1795-1856) construiu uma parede de tijolos contendo fragmentos arquitectónicos. Originalmente, pensava-se que eram do Casal Rotondo, mas isso agora é contestado. Canina deduziu a partir de um pequeno pedaço de inscrição com o nome "Cotta" que o monumento havia sido construído por M. Aurelius Cotta Messallinus para o seu pai, Marcus Valerius Messalla Corvinus, mas esta inscrição e outros fragmentos arquitectónicos são agora assumidos como provenientes de um monumento menor no local, e eles podem não ter nada a ver com Messalla Corvinus.

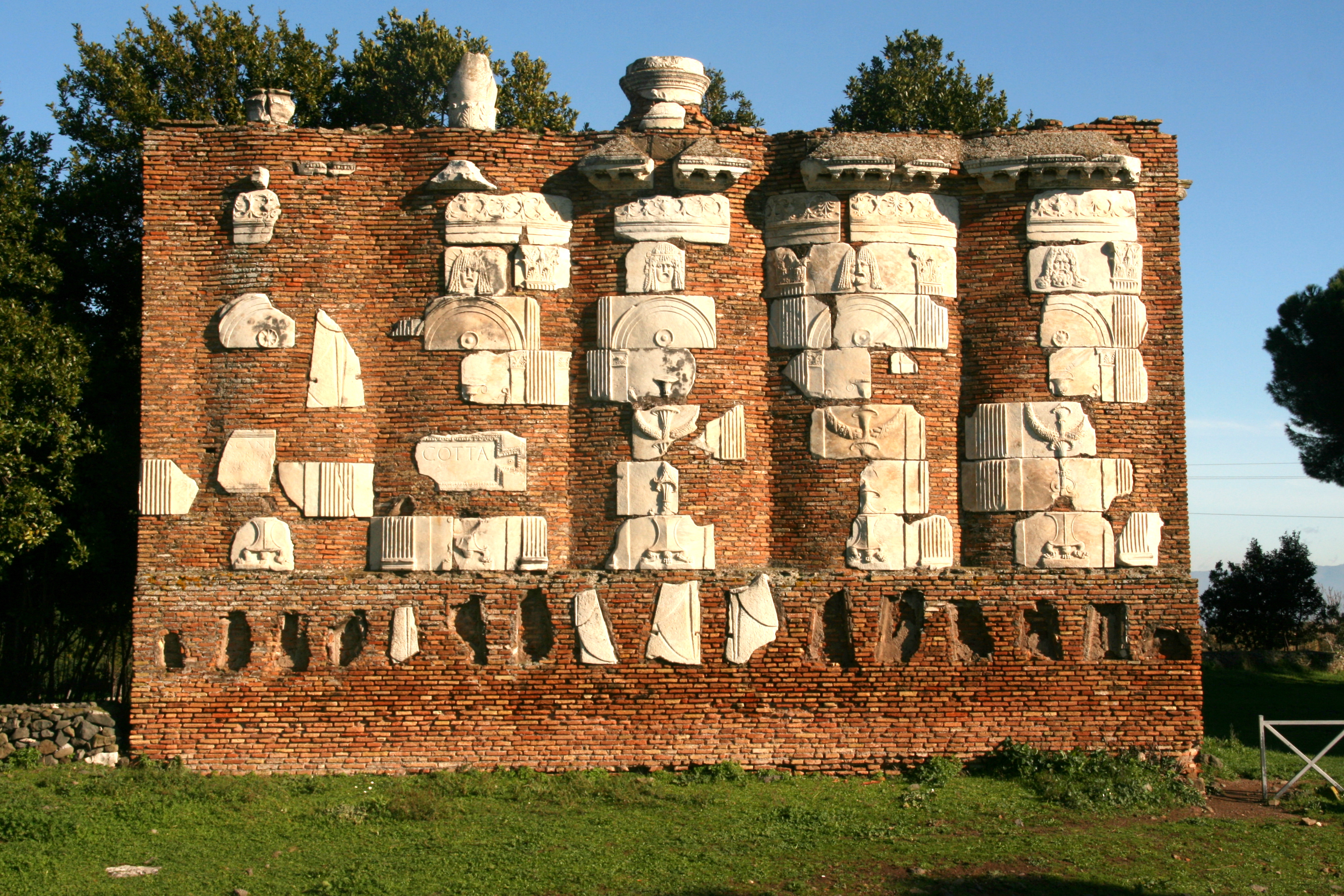
Parede de fragmentos de Canina